# ایوان اولیوارس
ایوان اولیوارس (اسپانیایی: Iván Olivares‎؛ زادهٔ ۱۰ دسامبر ۱۹۶۱) بازیکن بسکتبال اهل ونزوئلا بود. وی در بازی‌های المپیک تابستانی ۱۹۹۲ شرکت کرده‌است.